# Підгірняк Володимир Петрович
Підгірня́к Володи́мир Петро́вич (нар. 9 травня 1950, Броди) — архітектор, лауреат Державної премії України в галузі архітектури (1999), член Національної спілки архітекторів України.

## Біографія
Володимир Підгірняк народився 9 травня 1950 року у місті Броди Львівської області у родині робітників.
Навчався у Бродівській школі № 2.
Після школи два роки відслужив у Радянській армії у місті Овруч на Житомирщині.
Вищу освіту здобув на архітектурному факультеті Львівського політехнічного інституту, яку закінчив у 1975 році.
Від 1970 року — архітектор в Київському філіалі «ДіпроНДІздоров'я».
У 1977 його обрали на посаду старшого архітектора філіалу, а у 1989 році працював головним архітектором «ДіпроНДІздоров'я».
В 1989 році заснував фірму «Будова-Центр-1», де і працює по сьогоднішній день.
Основні напрями діяльності: проектування та будівництво лікувально-профілактичних закладів, громадських та житлових будинків.
Володимир Підгірняк одружений, має двоє дітей.

### Досягнення та нагороди
Займається дослідженням вишивки та писанки, пише слова та музику пісень.
1. 1990 р. — написав спільну з дружиною книгу «Архітектура споруд лікувальних закладів».
2. В 1999 році в складі колективу став лауреатом Державної премії в галузі архітектури за проект міської багатопрофільної лікарні на 600 ліжок з поліклінікою на 1000 відвідувань в Чернігові.
3. 2008 р. — видав книгу «Бродівська писанка» та профінансував вихід музичного альбому з оспіваними віршами українських письменників Валерій Гужва, Дмитро Павличко, Борис Олійник, Василь Стус, Олег Орач, Богдан-Ігор Антонич та Іван Драч.
4. 2009 р. — видав книгу «Текстова вишивка» присвячену дослідженню української вишивки, та розробив програми для побудови орнаментів на писанці та вишивці.

## Додаткова інформація
- Сайт ТОВ «Будова-Центр-1»
- Сайт книги «Бродівська писанка»
- Сайт «Українська текстова писанка та вишивка»